# 奥赞·亚纳尔
奥赞·亚纳尔（土耳其語：Ozan Yanar，1987年5月3日生於土耳其伊斯坦布爾），是芬蘭的从政人物和前芬蘭國會議員，代表綠色聯盟。2015年以來他是綠色青年和學生聯合會的主席。他在2015年的選舉中以4 196票當選為國會議員。 2019年未當選。

## 个人生活
亚纳尔出生于土耳其，小时候曾在英国和北塞浦路斯居住过。他在14岁时随父亲搬至芬兰。他同时具有土耳其和芬兰国籍。

## 資料來源
1. ↑  . Yle. 2014-11-29  [2015-04-22]. （原始内容存档于2015-06-19）.
2. ↑  . 芬蘭法務部.   [2015-04-22]. （原始内容存档于2015-04-27）.
3. ↑  .   [2015-06-18]. （原始内容存档于2015-06-18）.
4. ↑  Nieminen, Tommi. . Helsingin Sanomat. 2018-06-21  [2018-07-01]. （原始内容存档于2020-11-09） （芬兰语）.